# Andrei Sergejewitsch Arschawin
Andrei Sergejewitsch Arschawin (russisch Андрей Сергеевич Аршавин, englisch Andrey Sergeyevich Arshavin; * 29. Mai 1981 in Leningrad, Russische SFSR, Sowjetunion, heute St. Petersburg, Russland) ist ein ehemaliger russischer Fußballspieler. Er agierte in der Regel als offensiver Mittelfeldspieler, wurde aber auch als Flügelmittelfeldspieler und hängende Spitze neben einem Stoßstürmer eingesetzt. Arschawin galt als guter Dribbler und Passspieler.

## Karriere

### Verein

#### Zenit Sankt Petersburg
Der gebürtige Leningrader Arschawin absolvierte die berühmte Fußballschule seiner Heimatstadt „Smena“, bevor er 1999 von Zenit unter Vertrag genommen wurde. Anfangs noch bei der zweiten Mannschaft Zenit-2 in der dritten russischen Liga eingesetzt, wurde er im Halbfinale des UI-Cup 2000 erstmals in einem Pflichtspiel der ersten Mannschaft eingesetzt. In den ersten Jahren noch als reiner rechter Flügelspieler des Mittelfeldes eingesetzt, bildete Arschawin bald mit Alexander Kerschakow ein in der Premjer-Liga gefürchtetes Duo. Um die Durchschlagskraft der beiden noch zu verstärken, wurde der Spielaufbau bei Zenit Mitte 2003 so umgestellt, dass Arschavin als zweite Spitze agieren konnte. In diesem Jahr gewann er auch seinen ersten Titel, den russischen Ligapokal.
2006 wurde Arschawin zum besten russischen Fußballspieler sowie zum besten Spieler der russischen Nationalmannschaft des Jahres gewählt. In der Folgesaison hatte er mit zehn Toren und elf Vorlagen großen Anteil an der ersten Meisterschaft Zenits seit den 80er Jahren, dieser Erfolg wurde im Frühjahr 2008 noch durch den Gewinn des UEFA-Pokal übertroffen.

#### FC Arsenal
Am 2. Februar 2009 wechselte Arschawin zum FC Arsenal und debütierte am 21. Februar 2009 in einem Spiel gegen Sunderland. Seine ersten Tore für Arsenal erzielte er am 14. März 2009 am 29. Spieltag gegen die Blackburn Rovers mit dem 1:0 und dem 2:0. Am 21. April 2009 erzielte er vier Tore in einem Spiel gegen den FC Liverpool an der Anfield Road; das Spiel endete 4:4. Nach dem Ende der Saison 2012/13 wurde sein auslaufender Vertrag bei den „Gunners“ nicht verlängert.

#### Rückkehr zu St. Petersburg
Im Februar 2012 wurde Arschawin vom FC Arsenal bis Saisonende an Zenit St. Petersburg ausgeliehen. Am 27. Juni 2013 gab der Verein die feste Verpflichtung bekannt, bei dem Arschawin einen bis zum 30. Juni 2015 gültigen Vertrag unterschrieb.

#### Kuban Krasnodar und Qairat Almaty
Nachdem sein Vertrag bei Zenit nicht verlängert worden war, schloss sich der ehemalige Kapitän der russischen Fußballnationalmannschaft am 13. Juli 2015 dem FK Kuban Krasnodar aus der Premier Liga an. Doch der Flügelstürmer kam nur selten zum Einsatz und der Vertrag wurde zum 1. Januar 2016 aufgelöst. Im März 2016 schließlich gab es eine Übereinkunft zwischen Arschawin und dem FK Qairat Almaty aus Kasachstan.

### Nationalmannschaft

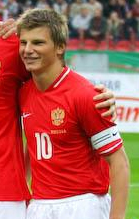
Arschawin im Nationaltrikot

Am 17. Mai 2002 spielte Arschawin in der Vorbereitung zur Weltmeisterschaft 2002 bei einem Spiel gegen Belarus erstmals in der russischen Fußballnationalmannschaft, wurde aber aus dem Kader vor der endgültigen Nominierung aussortiert; 2004 wiederholte sich dies vor der Europameisterschaft, auch hier gehörte er zum erweiterten Kader in der Vorbereitung, wurde dann aber doch nicht für das endgültige Aufgebot berücksichtigt. Spätestens während der Qualifikation zur Euro 2008 entwickelte er sich zum absoluten Führungsspieler der russischen Auswahl – neben drei Toren bereitete er sechs Tore seiner Mitspieler vor, so dass er trotz einer Sperre für die ersten beiden Vorrundenspiele in den russischen Kader für die Euro 2008 berufen wurde. Nach Absitzen der Sperre spielte er in den drei weiteren EM-Spielen mit russischer Beteiligung stets über die volle Zeit, schoss zwei Tore und wurde zweimal zum Mann des Spiels gewählt. Am Ende der Europameisterschaft 2008 erreichte Russland das Halbfinale. Arshawin wurde in das UEFA-Allstar-Team gewählt.
In der Qualifikation zur Europameisterschaft 2012 belegte Russland mit 23 Punkten den ersten Platz in Gruppe B – dank sieben Siegen und zwei Unentschieden. Nach dem erfolgreichen Abschluss der Qualifikation wurde Arschawin von Trainer Dick Advocaat in den Kader für die Endrunde in Polen und der Ukraine berufen.
Trotz eines gelungenen Auftakts mit einem 4:1-Sieg gegen Tschechien holte das Team in den beiden folgenden Spielen nur noch einen Punkt und schied bereits in der Gruppenphase aus.
2012 beendete Arschawin seine Karriere in der Nationalmannschaft.

## Privates
Arschawin absolvierte erfolgreich ein Modedesign-Studium. Arschawin ist unverheiratet, führte aber mit seiner Lebensgefährtin Julia Baranowskaja seit 2003 eine Beziehung. Das Paar hat drei Kinder, zwei Söhne und eine Tochter. Nach Presseangaben soll sich das Paar jedoch im Juni 2013 getrennt haben.
Er ist Mitglied der Kremlpartei Einiges Russland. Während des russischen Präsidentschaftswahlkampfes 2012 gehörte Arschawin zu den „vertrauten Personen“ Wladimir Putins.
Arschawin ist begeisterter Pokerspieler. Er nimmt regelmäßig an Online-Turnieren bei PokerStars teil.
Andrei Arschawin hält eine 49-prozentige Beteiligung an der russischen Aktiengesellschaft „Avtodor Express“, die sich mit Kfz-Service beschäftigt.

## Titel und Erfolge
Zenit St. Petersburg
- Russischer Meister: 2007, 2012, 2015
- Russischer Supercup-Sieger: 2008
- UEFA-Pokal-Sieger: 2008
- UEFA-Supercup-Sieger: 2008

FK Qairat Almaty
- Kasachischer Pokalsieger: 2017, 2018
- Kasachischer Supercup-Sieger: 2017

Persönliche Auszeichnungen
- Fußballer des Jahres in Russland: 2006 (Sport-Express), 2006 (Futbol)
- Carlsberg Spieler des Spiels / Man of the match: für seine Leistung in der UEFA EURO 2008 im Spiel gegen Schweden, 18.06.
- Carlsberg Spieler des Spiels / Man of the match: für seine Leistung im Viertelfinale der UEFA EURO 2008 im Spiel gegen die Niederlande, 21.06.
- Einberufung ins All-Star-Team der UEFA EURO 2008